# Kasen
Kasen (Limburgs: Kaze) is een landelijke buurtschap in de gemeente Meerssen in Nederlands Limburg. Kasen ligt zes kilometer ten noordoosten van Maastricht en twee kilometer ten noordoosten van Bunde op het plateau van de Kruisberg (plaatselijk ook bekend als Dennenberg), op 112 meter hoogte tussen het Bunderbos en Maastricht Aachen Airport. Ten zuidwesten van Kasen ontspringt de Overbundebeek.
Kasen wordt beschreven sinds de 16e eeuw, als buurtschap aan de doorgaande weg van Maastricht naar Elsloo. De plaatsnaam verwijst naar de oud-Nederlandse stammen Cas- (eiken) en -wyn (landgoed). Tot de 19e eeuw was het plateau van de Kruisberg één groot eikenbos. Kasen heeft zich na het rooien van dit bos verder ontwikkeld als verzameling landarbeiderswoningen tussen de beeldbepalende hoeves Kruisberg (langs de huidige Rijksweg A2) en Op de Locht (nu manege Meijer). Belangrijkste inkomstenbron is en was de fruitteelt (vooral appels en peren).
Kasen is sinds de jaren zeventig uitgebreid, met name langs de Dennenberg en Op de Locht. In de jaren negentig kwam Kasen regelmatig in het nieuws vanwege protesten tegen de aanleg van een oost-west baan op Maastricht Aachen Airport. Anno 2023 telt Kasen zo'n 300 inwoners.

## Bezienswaardigheden
- Onze-Lieve-Vrouwekapel aan de Kasennerweg
- Mariakapel aan de Groeneweg
- Kloosterpark bij Huize Overbunde

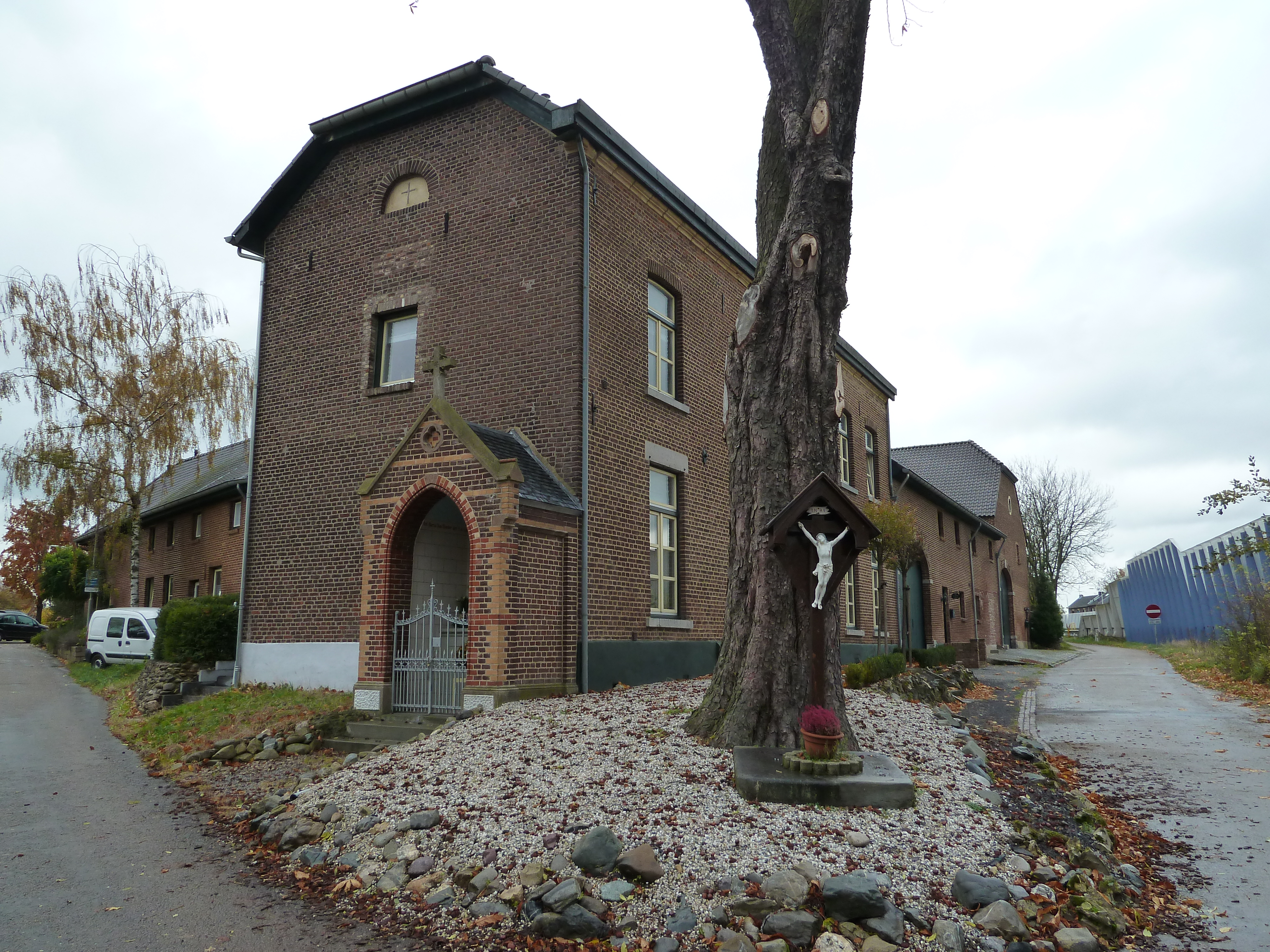
Mariakapel met wegkruis (Groeneweg)
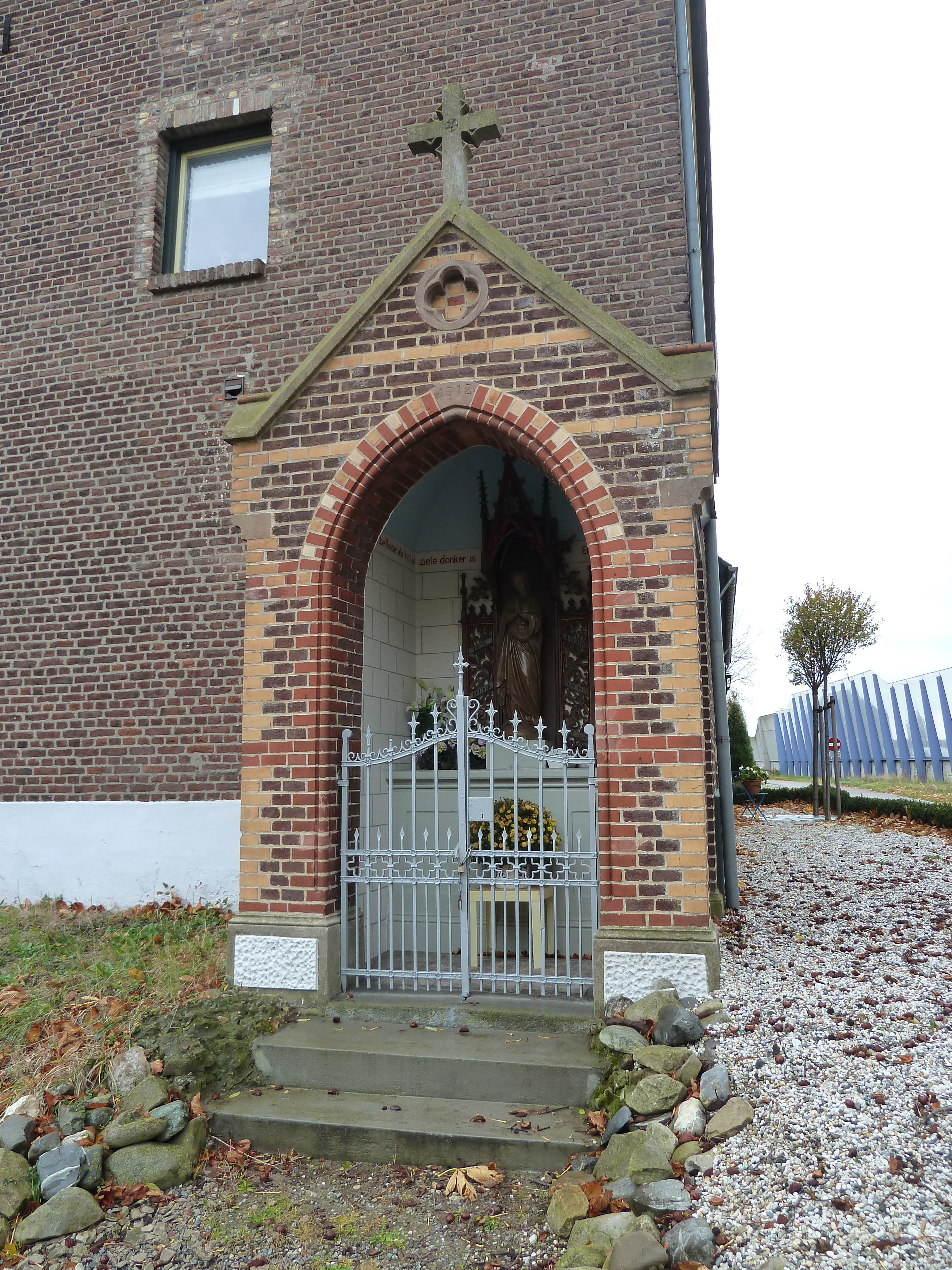
Mariakapel (Groeneweg)